# Eborae Musica

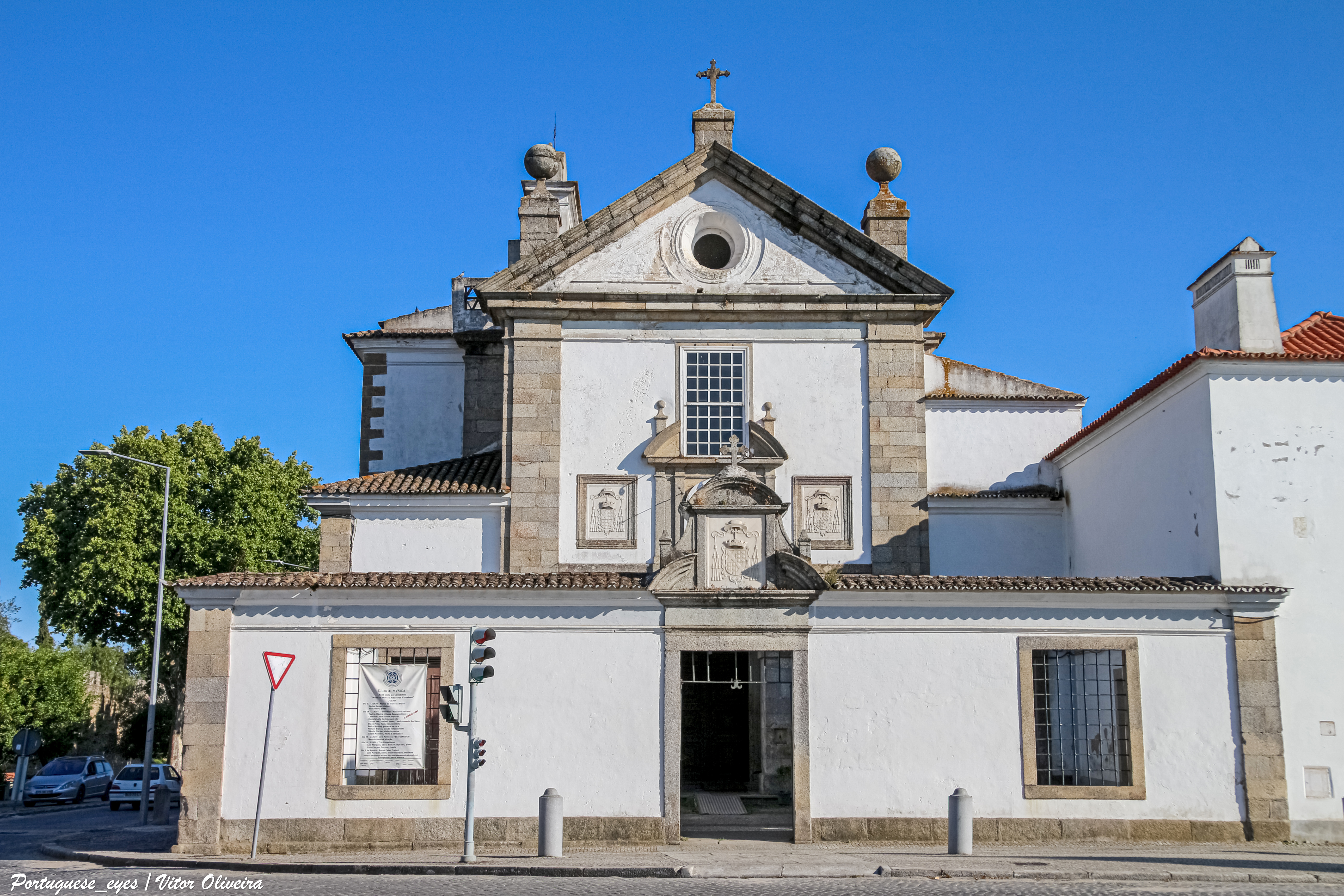
Convento dos Remédios, onde a Eborae Mvsica tem a sua sede

A Eborae Mvsica – Associação Musical de Évora é uma associação cultural som sede em Évora.
Estreou a sua atividade com a apresentação do Coro Polifónico, Coro Infantil e Cantores Solistas, em Setembro de 1987, num concerto integrado no certame “Os Povos e as Artes”.
Esta associação tem por objectivos a interpretação e divulgação da música, em especial da obra dos grandes mestres polifonistas da Escola de Música da Sé de Évora, fomentar a aprendizagem do canto, a formação musical e a formação de Músicos em vários instrumentos, contribuindo para a valorização pessoal e social de crianças, jovens e adultos. A Associação vem desenvolvendo desde a data de criação intensa actividade, apresentando-se em vários acontecimentos culturais no país e no estrangeiro.

## Actividades
Têm sido desenvolvidas várias actividades no seio desta Associação, como Grupos de Iniciação Musical (a partir dos 3 anos), Coro Infantil, Coro Juvenil, aprendizagem de Formação Musical, Acordeão, Canto, Guitarra, Flauta, Piano, Violino, Violoncelo, Clarinete, Saxofone, Trompete, etc. Na sequência deste trabalho e como reconhecimento do mesmo, iniciou-se em 2003/2004 uma nova etapa da articulação com o Ministério da Educação através da criação do Conservatório Regional de Évora “Eborae Mvsica”.
O Conservatório Regional de Évora “Eborae Musica” constituiu uma Orquestra de Cordas, uma Orquestra de Arcos, uma Orquestra de Guitarras, uma orquestra de Sopros,Ensembles de clarinetes e trompetes, uma orquestra orff e outros conjuntos instrumentais.
A Associação organiza anualmente, entre outras actividades: as Jornadas Internacionais “Escola de Música da Sé de Évora” com a orientação de vários maestros, entre os quais Peter Phillips (Tallis Scholars), Oween Rees (A Capella Portuguesa) no início do mês de Outubro; Oficinas de Canto Gregoriano e Ciclos de Concertos de Canto Gregoriano, em Maio/Junho; Ciclo de Concertos “A Quaresma na Escola de Música da Sé de Évora”, Ciclos de Concertos “Música nos Claustros” nos meses de Julho e Setembro, “Musicando” e “Música no Inverno”; Conferências e Workshops vários.
A Associação "Eborae Mvsica" está sediada no Convento dos Remédios há mais de uma década.